# Liste der Monuments historiques in Braux-Sainte-Cohière
Die Liste der Monuments historiques in Braux-Sainte-Cohière führt die Monuments historiques in der französischen Gemeinde Braux-Sainte-Cohière auf.

## Liste der Immobilien
| Bezeichnung                     | Beschreibung                                                                                      | Standort          | Kennzeichnung | Schutzstatus | Datum | Bild           |
| ------------------------------- | ------------------------------------------------------------------------------------------------- | ----------------- | ------------- | ------------ | ----- | -------------- |
| Château de Braux-Sainte-Cohière | befestigtes Schloss, Ende des 16. Jahrhunderts; mit Wirtschaftsgebäuden, Wassergräben und Brücken | Grande Rue (Lage) | PA00078597    | Classé       | 1972  | weitere Bilder |